# Louis de Colomb
 (décembre 2023).
Louis de Colomb, né le 6 janvier 1823 à Figeac et mort le 18 novembre 1902 à Cahors, est un général de division français, grand-croix de la Légion d'honneur.

## Biographie
Sorti de l’école spéciale militaire de Saint-Cyr, il passe sous-lieutenant en 1844, lieutenant en 1849, et capitaine en 1854 : commandant le cercle de Géryville, cité pour son action à Ouargla et à l'Oued Zoubia devant Figuig où il capture un parti insurrectionnel très supérieur en nombre. Lieutenant-colonel en mai 1860 au 3e régiment de tirailleurs algériens, il devient Commandant Supérieur à Laghouat. Colonel en mai 1864 au 17e régiment d'infanterie de ligne, il parcourt le Sud-Oranais à la tête d'une colonne mobile et met fin à l'insurrection des Ouled-Sidi-Sheick.
Il est promu général de brigade en mars 1870 et commande la subdivision de Mascara, puis de Tlemcen. 
Il effectue ainsi la plus grande partie de sa carrière en Algérie entre 1844 et 1870.
Durant la guerre de 1870, il est appelé par le général Chanzy pour prendre le commandement d’une division de l’armée de la Loire, pendant la guerre franco-allemande. Il combat notamment aux batailles d’Orléans (3 et 4 décembre 1870 : victoire des Prussiens, commandés par le prince Frédéric-Charles, sur la Ire armée de la Loire du général Louis-Jean-Baptiste d’Aurelle de Paladines) et du Mans (11 et 12 janvier 1871 : victoire des Prussiens du prince Frédéric-Charles sur la IIe armée de la Loire du général Chanzy). Il a eté promu général de division à titre temporaire en décembre 1870 et confirmé dans son grade en septembre 1871.
Il est élevé à la dignité de grand-croix de la Légion d'honneur le 29 décembre 1887 et admis à la retraite en 1888.
Il meurt le 18 novembre 1902 à Cahors.
En 1903, la bourgade de Béchar reçut en son honneur le nom de Colomb-Béchar, qu'elle conserva jusqu'à l'indépendance de l'Algérie.

## Décorations
- Grand-croix de la Légion d'honneur ( 29 décembre 1887)
  - Grand officier le 8 juillet 1881
  - Commandeur le 12 mars 1866
  - Officier le 20 février 1855
  - Chevalier le 22 décembre 1852

### Sources contemporaines
- « de Colomb, Louis Joseph François Isidore » dans Adolphe Bitard, Dictionnaire général de biographie contemporaine française et étrangère, Dreyfous, 1878, p. 297. Lire en ligne.

### Sources modernes
- Michel Wattel et Béatrice Wattel (préf. André Damien), « de Colomb, Louis » in  Les Grand’Croix de la Légion d’honneur : De 1805 à nos jours, titulaires français et étrangers, Paris, Archives et Culture, 2009, 701 p. (ISBN 978-2-35077-135-9).